# Salto, Uruguay
Salto (pronunția în spaniolă: [ˈsalto]) este capitala departamentului Salto din nord-vestul Uruguayului. La recensământul din 2011, avea o populație de 104.028 de locuitori și este al doilea oraș cel mai populat din Uruguay.

## Personalități născute aici
- Edinson Cavani (n. 1987), fotbalist;
- Luis Suárez (n. 1987), fotbalist.